# Micaela Nevárez
Micaela Nevárez (* 1. Januar 1972 in Carolina) ist eine puerto-ricanische Schauspielerin.

## Leben
Micaela Nevárez wurde für ihre erste Hauptrolle in einem Spielfilm – als Zulema in Princesas – im Jahr 2006 mit dem spanischen Filmpreis Goya als beste Nachwuchsschauspielerin ausgezeichnet.
Nevárez lebt in den Vereinigten Staaten.

## Filmografie
- The Lower East Side Project[1]
- American Dairy Counsil (Fernsehfilm)
- Inside Secrets to Winning Contest & Sweepstakes (Fernsehfilm)
- My boyfriend buys me everything (Fernsehfilm)
- 2005: Princesas
- 2009: The War Boys

## Theaterrollen
- A Midsummer night’s dream (Jonas Jurašas)
- From the lands of fire and ice